# واد زاز (امزفرون)
واد زاز هي إحدى مشيخات المملكة المغربية، تتبع جغرافيا لإقليم وزان وإداريًا لامزفرون. يقدر عدد سكانها بـ 8879 نسمة حسب الإحصاء الرسمي للسكان والسكنى لسنة 2004.